# دار العنب (الرضمة)

تعديل مصدري - تعديل

دار العنب هي إحدى قرى عزلة سودان بمديرية الرضمة التابعة لمحافظة إب، بلغ تعداد سكانها 307 نسمة حسب تعداد اليمن لعام 2004.